# Khačpar
Khačpar (conosciuto anche come Khachpar, in armeno Խաչփառ?) è un comune dell'Armenia di 1 772 abitanti (2008) della provincia di Ararat.